# Прайд Медиа
«Прайд ме́диа» — крупнейшее липецкое рекламное агентство. Владеет рекламным временем на нескольких городских телеканалах. Полное название — общество с ограниченной ответственностью «Прайд медиа».
Входит в медиахолдинг «Румедиа».
Офис компании расположен в Липецке на площади Победы, 8, оф. 405.

## История
Компания «Прайд медиа» была основана в мае 2002 года.

## Рекламодатели
Рекламодателями компании являются ведущие компании Липецка:
- Салон Элите
- Салон Верона
- Газета МГ
- Сеть магазинов Линия
- Белая роза
- Липецкий хладокомбинат

## Проблемы с ФАС
4 декабря 2008 года управление Федеральной антимонопольной службы оштрафовало ООО «Прайд медиа» «за ненадлежащую рекламу». 18 ноября 2008 года комиссия липецкого УФАС признала ненадлежащей рекламу, в которой говорилось о предоставлении кредитов ОАО «Альфа-банк» физическим лицам. «В рекламном сообщении не были указаны все условия, определяющие фактическую стоимость кредита для заемщика. Также не было указано, что кредит предоставляется исключительно работникам ОАО „НЛМК“ и условия предоставления кредита» .

## Награды
- Новая реальность (2008)
- Идея (2006, 2007)
- Зеркальный хамелеон (2004,2005)